# Gare de Saint-Vincent-de-Tyrosse
Gare de Saint-Vincent-de-Tyrosse – stacja kolejowa w Saint-Vincent-de-Tyrosse, w departamencie Landy, w regionie Nowa Akwitania, we Francji.
Jest stacją Société nationale des chemins de fer français (SNCF), obsługiwaną przez pociągi TER Aquitaine.